# Кольбулак
Кольбулак (каз. Көлбұлақ) — село в Щербактинском районе Павлодарской области Казахстана. Входит в состав Хмельницкого сельского округа. Код КАТО — 556863200.

## Население
В 1999 году численность населения села составляла 129 человек (65 мужчин и 64 женщины). По данным переписи 2009 года, в селе проживало 132 человека (59 мужчин и 73 женщины).